# Urancalcarita
La urancalcarita és un mineral de la classe dels carbonats. El seu nom reflecteix la seva composició: uranil més components calcaris.

## Característiques
La urancalcarita és un carbonat de fórmula química Ca(UO₂)₃(CO₃)(OH)₆·3H₂O. Va ser aprovada com a espècie vàlida per l'Associació Mineralògica Internacional l'any 1983. Cristal·litza en el sistema ortoròmbic. La seva duresa a l'escala de Mohs es troba entre 2 i 3.
Segons la classificació de Nickel-Strunz, la urancalcarita pertany a «05.EA - Uranil carbonats, UO₂:CO₃ > 1:1» juntament amb els següents minerals: UM1997-24-CO:CaCuHU, wyartita, oswaldpeetersita, roubaultita, kamotoïta-(Y) i sharpita.

## Formació i jaciments
Va ser descoberta l'any 1983 a la mina Shinkolobwe, a Katanga (República Democràtica del Congo). També ha estat descrita a la província de Hunan (Xina), a Jáchymov (República Txeca), a Rabejac (Lodève, França) i al llac Krøderen (Buskerud, Noruega).